# LAG Nr. 800 bis 804
Die Triebwagen LAG Nr. 800–804 waren vierachsige elektrische Triebwagen der Lokalbahn Aktien-Gesellschaft (LAG) für die meterspurige Straßenbahn Ravensburg–Weingarten–Baienfurt.

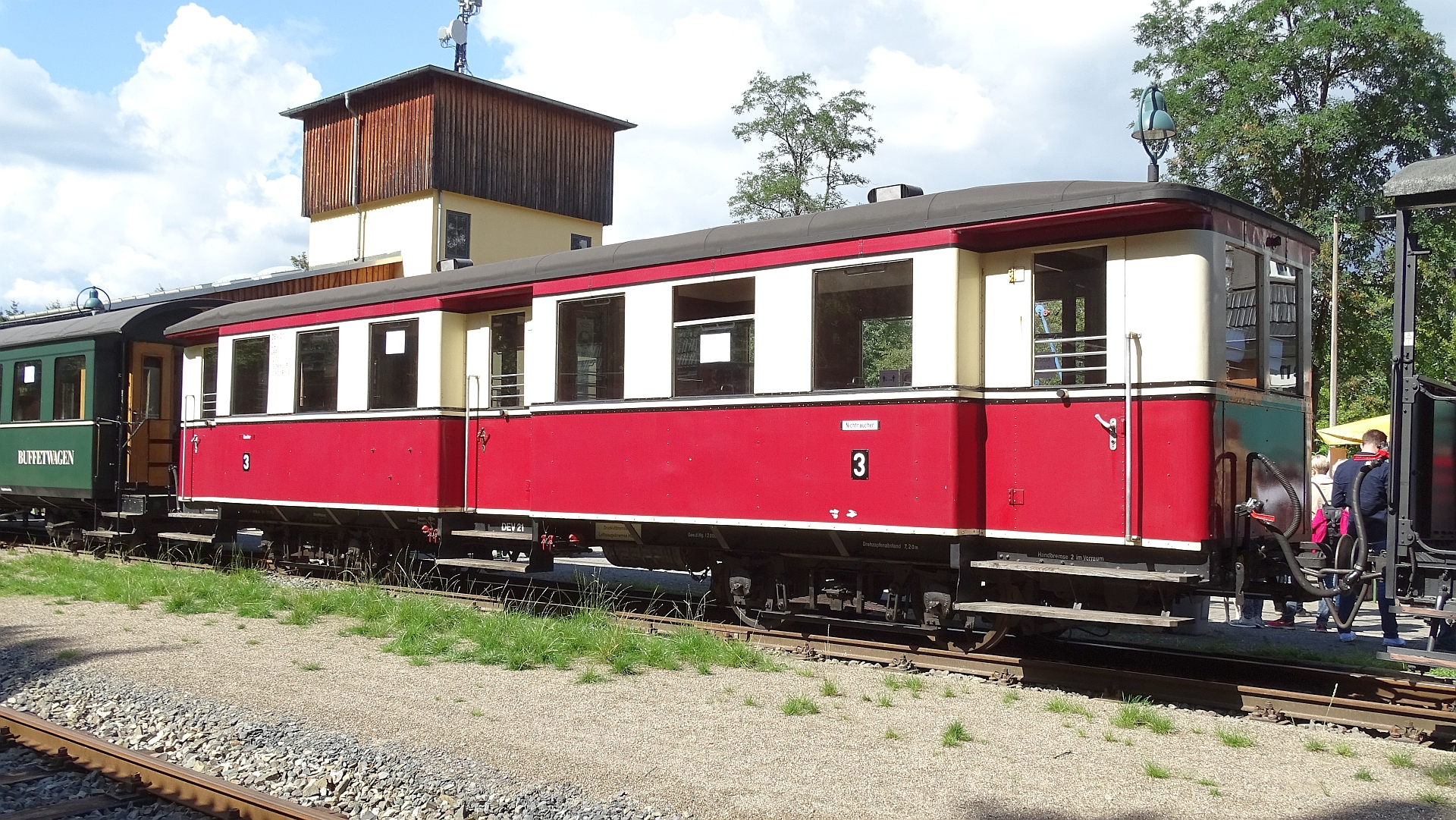
Beiwagen EB 196 02 als Museumsfahrzeug (6. Sept. 2020)

## Geschichte
Die 1888 eröffnete Lokalbahn Ravensburg–Weingarten wurde 1910 mit 750 V Gleichstrom elektrifiziert und 1911 nach Baienfurt verlängert. Für den Betrieb wurden 1908 bis 1910 fünf elektrische Triebwagen bei der Maschinenfabrik Esslingen beschafft, die elektrische Ausrüstung stammte von den Siemens-Schuckert-Werken (SSW). 1938 wurde die LAG von der Deutschen Reichsbahn übernommen. Die Triebwagen erhielten 1941 die neuen Nummern ET 196 01–05. Diese behielten sie auch nach der Übernahme durch die Deutsche Bundesbahn bei. Auch als der Hauptverkehr 1954 von zwei Neubautriebwagen der Baureihe ET 195 übernommen wurde, waren die Triebwagen bis zur Einstellung der Strecke 1959 als Verstärkungszüge unentbehrlich.
Anfangs waren sie mit ehemaligen Wagen der Dampfzüge sowie mit 1910 beschafften zweiachsigen Beiwagen im Einsatz, 1937 wurden zwei vierachsige Beiwagen 921 und 922 (EB 196 01 und 02) beschafft. Es konnten zwei zweiachsige oder ein vierachsiger Beiwagen mitgenommen werden. Nach der Einstellung der Bahn im Jahr 1959 wurden die Triebwagen in Weingarten abgestellt und 1962 verschrottet.
Erhalten blieb einer der vierachsigen Beiwagen. EB 196 02 (ehemals 922) kam bei der österreichischen Bahngesellschaft Stern & Hafferl mit der Betriebsnummer B 20.221 zum Einsatz. Nach seiner Abstellung gelangte er im Oktober 1980  an das Straßenbahnmuseum Stuttgart und von dort im Juni 1986 zum Deutschen Eisenbahn-Verein.

## Konstruktion
Die Triebwagen hatten an den Wagenenden und in der Fahrzeugmitte einen Einstieg. Die Einstiege waren jeweils eingezogen. Während der Mitteleinstieg von vornherein eine Tür hatte, waren die Endeinstiege zunächst mit einem Scherengitter verschlossen, schon bald jedoch wurden sie durch geschlossene Drehtüren ersetzt. Beiderseits des Mitteleinstiegs befand sich jeweils ein Abteil 2. Klasse, an die sich in Richtung Führerstand jeweils ein Abteil 3. Klasse mit vier Bänken anschloss. In der 3. Klasse betrug die Sitzaufteilung 2+2 mit Querbänken, insgesamt 32 Plätze, in der 2. Klasse gab es unter den Fenstern jeweils eine gepolsterte Bank mit drei Sitzplätzen, insgesamt zwölf Sitzplätze. Nach dem Umbau in die 3. Klasse (vor 1936) wurden auch diese Abteile mit Querbänken ausgerüstet, und es entstanden so 16 weitere Sitzplätze 3. Klasse. Dies mittlere Abteil war Nichtraucher, während die äußeren Abteile zeitweise Raucherabteile waren.
Die sechs Fenster auf jeder Seite waren herablassbar, über den Fenstern war eine Lüftungsklappe angebracht. In der Stirnfront befanden sich zwei Fenster. In jedem Drehgestell befand sich an der äußeren Achse ein Tatzlagermotor. Ursprünglich waren zwei Lyra-Bügel für die Stromabnahme vorhanden, später wurden ein beziehungsweise zwei Scherenstromabnehmer montiert. Gefahren wurde jeweils mit allen Stromabnehmern.
Zunächst verfügte die Triebwagen über eine Luftdruckbremse, ab 1928 stattdessen über eine Magnetschienenbremse.
Ursprünglich war die Farbgebung dunkelgrün. Ab 1936 waren die Triebwagen zweifarbig: lindgrün mit beigen Fensterband. Später wurden sie in der üblichen Triebwagenlackierung beige-hellrot lackiert. Zuletzt waren sie im Weinrot der Bundesbahn lackiert. Die Ecken der Wagen waren in den letzten Jahren mit einer rot-weiß gestreiften Warnmarkierung versehen.
Die Wagen hatten zuerst ein mittiges Spitzenlicht, später zwei außen angeordnete Lichter, Blinker und drehbare emaillierte Zielschilder. Außerdem erhielten sie später zwei Positionslichter an den Dachecken. An der „Ravensburger“ Stirnwand war eine Leiter zum Dachaufstieg angebracht.